# São Bartolomeu de Messines
São Bartolomeu de Messines is een plaats (freguesia) in de Portugese gemeente Silves en telt 8491 inwoners (2001).